# 枝川義邦
枝川 義邦（えだがわ よしくに、1969年 - ）は、日本の脳科学者。博士（薬学）。早稲田大学理工学術院教授。 著作家、講演家、講師、アドバイザー。
脳神経科学を専門として脳の神経ネットワーク解析や行動解析を研究テーマに進める一方、経営学の視点から人材を活かした組織マネージメントや社会の成り立ち、消費者行動等のマーケティングを研究。早稲田大学ビジネススクールでも講師を務める。

## 人物
東京都生まれ。1993年東京理科大学薬学部卒業。1998年東京大学大学院薬学系研究科博士課程を修了し博士（薬学）を取得。
1998年名古屋大学環境医学研究所助手。2001年日本大学薬学部助手。2005年早稲田大学先端科学・健康医療融合研究機構講師。2007年早稲田大学ビジネススクール修了にて経営学修士を取得、先導的な研究者の称号としての早稲田大学スーパーテクノロジーオフィサー（STO）に認定される。
早稲田大学先端科学・健康医療融合研究機構、及び、高等研究所准教授を経て、2012年帝京平成大学薬学部教授・脳機能解析学ユニット長、2014年早稲田大学リサーチイノベーションセンター研究戦略部門教授を歴任。
2015年度「早稲田大学ティーチングアワード総長賞」を受賞。

## 著書
- 最新の脳科学と心理学で高まる 集中力の科学（ニュートンプレス、2022/10/19）
- 人生を変える集中力の高め方 集中力が劇的に向上する6つの話（ニュートンプレス、2021/9/25）
- 記憶力アップ 100の方法（宝島社、2018/10/10）
- マンガでわかる薬理学（オーム社、2017/12/22）
- ぐっすり眠れる睡眠の本　（宝島社、2017/12/18）
- たった30日! もの忘れストップ!大人の記憶脳ドリル（学研プラス、2017/8/3）
- 「覚えられる」が習慣になる! 記憶力ドリル（総合法令出版、2016/9/22）
- タイプがわかればうまくいく! コミュニケーションスキル（総合法令出版、2015/10/22）
- 「脳が若い人」と「脳が老ける人」の習慣（明日香出版社、2015/7/16）
- 記憶のスイッチ、はいってますか ~ 気ままな脳の生存戦略（技術評論社、2014/2/25）
- 身近なクスリの効くしくみ－薬理学はじめの一歩（技術評論社、2010/6/18）

## デジタルメディア（コラム・記事）
- PRESIDENT Online（プレジデントオンライン）　枝川義邦
- 日経xwoman　枝川義邦
- BEST T!MES　枝川義邦
- 月刊SPA!　枝川義邦
- 日経Gooday　枝川義邦
- 日本の人事部 HRテクノロジー（トレンド）　枝川義邦
- 日本の人事部 （タグ）　枝川義邦
- 早稲田ウィークリー　枝川義邦